# Stijn De Wilde
Stijn De Wilde (Gent, 9 maart 1988) is een Belgische voetballer die voor KSV Bornem speelt. Hij is een aanvaller.
De Wilde begon met voetballen bij Lochristi. In 2005 verhuisde hij naar de jeugd van Lokeren.
De Wilde debuteerde tijdens het seizoen 2007 - 2008 in de eerste klasse bij Lokeren. Hij werd tijdens de terugronde door Georges Leekens voor de eerste maal opgesteld in de thuiswedstrijd tegen Anderlecht op 27 januari 2008. Na Lokeren volgden passages bij Beveren, Bornem en Hamme. In het seizoen 2019-2020 zal hij opnieuw uitkomen voor SK Lochristi.